# 1329
1329 је била проста година.

## Догађаји
- Википедија:Непознат датум — 10/11. јун - Битка код Пелеканона
- Википедија:Непознат датум —  Сукоб Србије и Босне (1329) Српска краљевина је ушла у сугоб са Бановином Босном.

## Рођења
- Википедија:Непознат датум — Лазар Хребељановић, српски владар и светитељ. († 1389)

## Смрти
- 7. јун — Роберт Брус, краљ Шкотске. (*1274)